# Tchéky Karyo
Tchéky Karyo (* 4. října 1953, Istanbul, Turecko) je francouzský herec řecko-sefardského židovského původu.

## Životopis
Narodil se v Istanbulu v Turecku (jako Baruh Djaki Karyo) řecké matce a tureckému otci - řidiči kamionu, vyrůstal v Paříži. Studoval drama v Théâtre Cyrano a později se stal členem Daniel Sorano Company, kde hrál mnoho klasických rolí. Poté nastoupil do Théâtre national de Strasbourg, hrál proto zároveň v obou divadlech.
Hrál v mnoha hollywoodských filmech, kde často hrál Francouze, tak jako Jean Reno. Hrál důležité role v mnoha úspěšných historických válečných filmech. Ztvárnil pomstychtivého francouzského důstojníka po boku Mel Gibsona ve filmu Patriot a také roli Jeana de Dunois ve filmu Johanka z Arku. Na DVD Patriot předaboval sebe samého do francouzského jazyka.
Byl nominován na Césara pro nejlepšího herce za roli ve filmu Práskač a obdržel cenu Jean Gabina za rok 1986.
Je ženatý s Isabelle Pasco.

## Filmografie
- Návrat Martina Guerra (1982)
- Celá noc (1982)
- Que les gros salaires lèvent le doigt!!! (1982)
- Práskač (1982)
- Dobrodruh (1983)
- La Java des ombres (1983)
- Noci v úplňku (1984)
- Le Matelot 512 (1984)
- L'Air du crime (1984)
- Šílená láska (1985)
- Grottenolm (1985)
- Contes clandestins (1985)
- L'Unique (1986)
- Bleu comme l'enfer (1986)
- États d'âme (1986)
- Le Moine et la sorcière (1987)
- Spirale (1987)
- Medvědi (1988)
- Dům v duně (1988)
- Austrálie (1989)
- Corps perdus (1990)
- Brutální Nikita (1990)
- Dívka z hor (1990)
- Vincent a já (1990)
- Umění zabíjet (1991)
- L'Affût (1992)
- Manželé a milenci (1992)
- 1492: Dobytí ráje (1992)
- Isabelle Eberhardt (1992)
- L'Atlantide (1992)
- Trop près des Dieux (1992)
- A kapela hrála dál (1993)
- La Cité de la peur (1994)
- Nostradamus (1994)
- Temný anděl (1994)
- Innocent Obsession (1994)
- Zadoc et le bonheur (1995)
- Mizerové (1995)
- Operace Slon (1995)
- Freeman - plačící drak (1995)
- Zlaté oko (1995)
- Colpo di luna (1995)
- Terra Estrangeira (1996)
- Albergo Roma (1996)
- Mít a udržet si (1996)
- Va ou ton coeur te porte (1996)
- Habitat - Znovuzrození ráje (1997)
- Propadlí lásce (1997)
- Dobermann - válka gangů (1997)
- Les Mille merveilles de l'univers (1997)
- Ze Země na Měsíc (1998)
- Passaggio per il paradiso (1998)
- Que la lumière soit! (1998)
- Wing Commander (1999)
- Babel (1999)
- Jako ryba na suchu (1999)
- Takový jsem byl (1999)
- Johanka z Arku (1999)
- Tisíc a jedna noc (2000)
- Bílá vdova (2000)
- Patriot (2000)
- Král tančí (2000)
- Amélie z Montmartru (2001)
- Polibek draka (2001)
- Hodný zloděj (2002)
- Cinemagique (2002)
- Utopie (2003)
- Jádro (2003)
- Blueberry (2004)
- Zloděj životů (2004)
- Tempesta (2004)
- Ne quittez pas! (2004)
- Příliš dlouhé zásnuby (2004)
- Zkáza zámku Herm (2007)
- Skřivánčí dvůr (2007)